# Adrien Barrier
Adrien Antonin Barrier (ur. 7 marca 1891 w Madriat, zm. 23 lipca 1915 w Hohrod) – zapaśnik reprezentujący Francję, uczestnik igrzysk w Sztokholmie w 1912 roku. Startował w turnieju zapaśników wagi średniej, gdzie po przegranej ze Szwedem Mauritzem Anderssonem w pierwszej rundzie wycofał się z turnieju.